# 三階無限邊形鑲嵌
在幾何學中，三階無限邊形鑲嵌是一種雙曲面的正鑲嵌，由無限邊形組成，在施萊夫利符號中用{∞, 3}表示，即每個頂點周為皆有三個無限邊形，頂點圖可計為∞.∞.∞或∞3。每個無限邊形都內接在極限圓上。
三階無限邊形鑲嵌無法在平面上構造，因為二個無限邊形就已經完全密鋪平面了，即所謂的二階無限邊形鑲嵌，另一個原因是正無限邊形的內角為180度，三個正無限邊形內角為540度，因此無法構造於平面上，但可以在一個雙曲拋物面上構造，另外亦有四階無限邊形鑲嵌和五階無限邊形鑲嵌等雙曲面幾何體。

## 圖片
每個正無限邊形面都內接在一個半徑為無限大的羅氏圓，即極限圓，它看起來像是一個內切於龐加萊圓盤模型投影邊界的圓。

## 表面塗色
就如同三階六邊形鑲嵌，每一個三階無限邊形鑲嵌都有三種半正表面塗色，皆屬於不同的反射三角群域：
| 正圖形     | 截角          | 截角          | 大斜方截半          |
| ---------- | ------------- | ------------- | ------------------- |
| · {∞,3} ·  | · t0,1{∞,∞} · | · t1,2{∞,∞} · | · t0,1,2{(∞,∞,∞)} · |
| 雙曲三角群 |               |               |                     |
| [∞,3]      | [∞,∞]         | [∞,∞]         | [(∞,∞,∞)]           |

## 更多邊數
即使無限邊形的邊數已經是最多的了，但仍可以利用偽多邊形群構造更多邊數的圖形，即邊數使用虛數表示其所包含的邊數量比無限大還要多。他們的對偶為超無限階三角形鑲嵌，其階數也是以iπ/λ表示，代表其階數比無限大還要多，同樣屬於非緊湊的雙曲鑲嵌，並且有無窮多種組合（整個虛數集）。
雖然是變為「超無限邊形」，但其實際上是變為角度大於180度角，表示其圖形的中心超過無窮遠處，即圖形不封閉了，也表示三階超無限邊形鑲嵌中的超無限邊形並不存在實質的中心點(對偶的超無限階頂點並不存在)，如同二階超無限邊形鑲嵌中，超無限邊形的中心因退化而不存在的情形，此超無限邊形也是類似的情形。但由於鑲嵌中的多階頂點的角度必須是小於180度角，因此嚴格來說，那些超無限邊形的中心點並不存在。
這些邊數為複的超無限邊形鑲嵌由於其形成了不閉合且不是有界的的空間，因此不屬於緊空間。
複邊數的超無限邊形鑲嵌也構成了一個無窮系列，從i、2i一直到虛無窮。也因此三階超無限邊形鑲嵌也可使視為兩個系列的極限。
| 類別     | 仿緊湊雙曲鑲嵌 | 仿緊湊雙曲鑲嵌 | 非緊湊雙曲鑲嵌 | 非緊湊雙曲鑲嵌 | 非緊湊雙曲鑲嵌 |
| -------- | -------------- | -------------- | -------------- | -------------- | -------------- |
| 邊數     | 無限           | ∞i             | ...            | 12i            | 11i            |
| 圖像     |                |                | ...            |                |                |
| 頂點佈局 | ∞3             | ∞i3            | ...            | 12i3           | 11i3           |
| 類別     | 非緊湊雙曲鑲嵌 | 非緊湊雙曲鑲嵌 | 非緊湊雙曲鑲嵌 | 非緊湊雙曲鑲嵌 | 非緊湊雙曲鑲嵌 |
| 邊數     | 10i            | 9i             | 8i             | 7i             | 6i             |
| 圖像     |                |                |                |                |                |
| 頂點佈局 | 10i3           | 9i3            | 8i3            | 7i3            | 6i3            |
| 類別     | 非緊湊雙曲鑲嵌 | 非緊湊雙曲鑲嵌 | 非緊湊雙曲鑲嵌 | 非緊湊雙曲鑲嵌 | 非緊湊雙曲鑲嵌 |
| 邊數     | 5i             | 4i             | 3i             | 2i             | i              |
| 圖像     |                |                |                |                |                |
| 頂點佈局 | 5i3            | 4i3            | 3i3            | 2i3            | i3             |

## 外部連結
- 埃里克·韦斯坦因. . MathWorld.
- 埃里克·韦斯坦因. . MathWorld.